# Algernon Keith–Falconer, 9. hrabě z Kintore
Algernon Hawkins Thomond Keith–Falconer, 9. hrabě z Kintore (Algernon Hawkins Thomond Keith–Falconer, 9th Earl of Kintore, 3rd Baron Kintore, 9th Baron Keith of Inverury, 12th Baron Falconer) (12. srpna 1852, Edinburgh, Skotsko – 3. března 1930, Londýn, Anglie) byl britský státník ze staré skotské šlechty. Od roku 1880 zasedal ve Sněmovně lordů, patřil ke Konzervativní straně, zastával funkce u dvora a ve vládě, uplatnil se také v diplomacii. V letech 1889–1895 byl guvernérem v Jižní Austrálii, od roku 1913 byl místopředsedou Sněmovny lordů, byl nositelem řady zahraničních vyznamenání a získal čestné doktoráty na univerzitách ve Skotsku a v Austrálii. Jeho zetěm byl australský generální guvernér John Baird, 1. vikomt Stonehaven; rodina Bairdů v roce 1974 zdědila hraběcí titul z Kintore a převzala příjmení Keith.

## Kariéra

Erb hrabat z Kintore

Pocházel ze starobylého skotského rodu Falconerů, který v 18. století přijal jméno spřízněného rodu Keithů a spolu s tím také titul hraběte z Kintore. Narodil se v Edinburghu jako starší syn Francise Keith–Falconera, 8. hraběte z Kintore (1828–1880), po matce Louise Hawkins (1828–1916) byl vnukem Francise Hawkinse, úředníka Východoindické společnosti. Studoval v Etonu a Cambridge, v roce 1880 neúspěšně kandidoval ve volbách do Dolní sněmovny, téhož roku zdědil po otci rodové tituly a stal se členem Sněmovny lordů (zde zasedal jako 3. baron Kintore, ostatní tituly platily pouze pro Skotsko). Patřil ke Konzervativní straně, v letech 1885–1886 byl lordem komořím královny Viktorie a v letech 1885–1889 mluvčím konzervativců ve Sněmovně lordů. V roce 1886 byl jmenován členem Tajné rady a v letech 1886–1889 byl členem Salisburyho vlády ve funkci velitele královské tělesné stráže (Captain of the Yeomen of the Guard). V roce 1889 získal Řád sv. Michala a sv. Jiří.
V letech 1889–1895 byl guvernérem v Jižní Austrálii, kam byl jmenován po změně postoje britské vlády k Austrálii. Získal zde značnou popularitu, ale nakonec rezignoval, když se dostal do sporu s místní vládou ohledně své personální politiky. Po návratu do Anglie byl znovu lordem komořím královny Viktorie i jejího nástupce Eduarda VII. (1895–1905). V roce 1901 byl pověřen diplomatickou misí, aby v severoevropských státech oficiálně oznámil nástup Eduarda VII. na trůn (Dánsko, Norsko, Švédsko, Rusko, Německo, Sasko). V této souvislosti získal několik zahraničních řádů (Řád červené orlice, Řád polární hvězdy, Řád Kristův, Řád italské koruny). V letech 1913–1930 byl místopředsedou Sněmovny lordů, v roce 1923 získal Řád bodláku. Kromě toho zastával řadu čestných funkcí ve Skotsku, kde byl smírčím soudcem a zástupcem místodržitele v hrabstvích Aberdeenshire a Kincardine. Byl členem Edinburské královské společnosti a v roce 1923 získal Řád bodláku.

## Rodina
V roce 1873 se oženil se Sydney Montagu (1851–1932), dcerou 6. vévody z Manchesteru. Měli spolu čtyři děti, nejstarší syn Ian (1877–1897) zemřel předčasně, dědicem titulů byl mladší syn Arthur George Keith-Falconer, 10. hrabě z Kintore (1879–1966), který se jako důstojník zúčastnil první světové války. Zemřel bez potomstva a hraběcí titul z Kintore zdědila sestra Ethel (1874–1974), provdaná za ministra a australského generálního guvernéra Johna Bairda (1874–1941).